# Afghanistan vid världsmästerskapen i friidrott 2009
Afghanistan deltog vid Världsmästerskapen i friidrott 2009 i Berlin.

## Deltagare

### Herrar
| Gren      | Namn          |
| 100 meter | Massoud Azizi |

### Damer
| Gren      | Namn              |
| 100 meter | Robina Muqim Yaar |